# Madhouse
Madhouse Inc. (яп. 株式会社 マッドハウス) — аніме-студія, заснована на початку 1970-х років колишніми аніматорами «Mushi Pro»: Маруяма Масао, Дедзакі Осаму, Рінтаро, Кавадзірі Йосіакі і ін. Студія створила і брала участь в створенні таких фільмів, як Ace o Nerae! (1973) «Манускрипт ніндзя», «Vampire Hunter D: Bloodlust», «Trigun» і «Di Gi Charat». Студія Madhouse випускала аніме у форматі OVA в кінці 1980-х і на початку 1990-х, але на відміну від інших студій того часу, таких як і J.C.Staff, спиралася на покази на телебаченні і в кінотеатрах. Студія відома серіалами «Beyblade», «BECK: Mongolian Chop Squad», «Black Lagoon» і «Paranoia Agent».
Студія тісно співпрацює з манґакою Урасава Наокі. Madhouse випустила аніме за трьома його манґами: «Yawara!», «Master Keaton» і «Monster». Madhouse також зробили аніме за деякими роботами CLAMP: «Tokyo Babylon», 2 версії «Ｘ», «Cardcaptor Sakura» і «Chobits».

## Історія
Студія «Madhouse» була створена в 1972 році після банкрутства студії «Mushi Productions» Тедзуки Осаму його колишніми співробітниками і учнями. Назва студії перекладається з англійського як «божевільня» — цілком відповідна назва для будь-якої аніме-студії. 
Серед засновників «Madhouse» були знамениті режисери Рінтаро і Осаму Дедзакі (перший керівник студії). Нинішній президент «Madhouse» — аніме-продюсер Маруяма Масао. Також на студії працює дизайнер і режисер Йосіакі Кавадзірі, класик містичного і кіберпанк-аніме.
«Madhouse» часто працює з іноземними замовниками, просуваючи японські традиції на національні анімаційні ринки.
У березні 1989 року студія «Madhouse» отримала приз на Шостому японському фестивалі анімації за «внесок в розвиток OVA». 
До середини 1990-х років «Madhouse» спеціалізувалася на створенні OVA і повнометражних фільмів, створивши цілий ряд зразків для наслідування і еталонів графічно якісної анімації. Пізніше, коли ринок OVA перестав приносити достатньо прибутку, студія почала поступово переносити встановлені нею стандарти якості в світ ТБ-анімації, призначеної для кабельних і супутникових каналів. 
У якій би стилістиці і в якому б форматі не працювала студія «Madhouse», словами, що визначають всі її роботи, залишаються «якість, нестандартність і привабливість для глядачів» — гасло, заповідане творцям студії ще Тедзукою.

## Роботи студії

### Повнометражні фільми
Студія брала участь в створенні двох фільмів «Босоногий Ґен», створила дзідайґекі Ninja Scroll, робила мультиплікацію фільму «Metropolis» і два повнометражні фільми для «Sanrio», а також продюсувала всі чотири (в цей час) фільми Сатосі Кона: «Perfect Blue», «Millennium Actress», «Tokyo Godfathers» і «Paprika». Madhouse продюсували також аніме «Nasu: Summer in Andalusia», зняте за манґою «Nasu» (автор — Курода Іо) режисером Кітаро Косака зі Студії Ґіблі.
У 2011 році, студія випустила повнометражний аніме-фільм Спогади про одного пілота.
У 2012 році, студія випустила повнометражний аніме-фільм Вовчі діти Аме та Юкі

### Аніме-серіали
- Ace про Nerae!
- Akagi
- Aquarian Age: Sign for Evolution
- Azuki-chan
- BECK: Mongolian Chop Squad
- Босоногий Ґен
- Beyblade (всі сезони)
- Birdy the Mighty
- Black Lagoon
- Boogiepop Phantom
- Claymore
- Chobits
- Cardcaptor Sakura
- Carried by the Wind: Tsukikage Ran
- Chance Pop Session
- Clover
- Cyber City Oedo 808
- Death Note
- Dennou Coil
- Devil May Cry
- Demon City Shinjuku
- Di Gi Charat
- Dragon Drive
- Fighting spirit
- Galaxy Angel
- Gokusen
- Gungrave
- Gunslinger Girl
- Hajime no Ippo
- Highlander: The Search for Vengeance
- Ichigo 100%
- Ikki Tousen
- Kaiji
- Kemonozume
- Kiba
- Kaibutsu Oujo
- Lament of the Lamb
- Final Fantasy VII: Last Order
- MajinTantei Nougami Neuro
- Master Keaton
- Metropolis
- Millennium Actress
- Mokke
- Monster
- Nana
- Nasu: Summer in Andalusia
- No Game No Life
- Otogi-jushi Akazukin
- Oh! Edo Rocket
- Overlord
- Paprika
- Paradise Kiss
- Paranoia Agent
- Perfect Blue
- Reign
- Shigurui
- Sonny Boy
- Strawberry Panic!
- Sweet Valerian
- Texhnolyze
- The Boondocks (2-й сезон)
- The Girl Who Leapt Through Time
- Tokyo Babylon
- Tokyo Godfathers
- Trigun
- Trigun X
- Tsuki no Warutsu
- Tenjho Tenge
- Unico
- Uninhabited Planet Survive!
- Vampire Hunter D: Bloodlust
- WXIII: Patlabor the Movie 3
- Wicked City
- A Wind Named Amnesia
- Ｘ
- Yona Yona Penguin
- Школа мерців
- Фрірен

## Спільні роботи
Madhouse працювали разом з Square Enix над OVA «Final Fantasy VII: Last Order».